# Димитър Стоянов (министър)
Вижте пояснителната страница за други личности с името Димитър Стоянов.
Димитър Иванов Стоянов е политик от Българската комунистическа партия. Той е министър на вътрешните работи на България от  7 април 1973 до 10 декември 1988 г., генерал-полковник.

## Биография
Димитър Стоянов е роден в Стражица, Горнооряховско, на 7 ноември 1928 година. Член е на Работническия младежки съюз от 1943 година. Участва в комунистическото движение през Втората световна война. Цялото семейство подпомага Горнооряховския партизански отряд. Бащата Иван Стоянов е убит без съд и присъда (14 май 1944).
След Деветосептемврийския преврат от 1944 година заема длъжности в номенклатурата на Комсомола, като достига до поста секретар на неговия Централен комитет (1958 – 1961). През 1952 година завършва история в Софийския университет. Завежда отдел в Околийския комитет на РМС, председател на Околийския комитет на ДСНМ в Горна Оряховица и първи секретар на Окръжния комитет на Комсомола във Велико Търново. Бил е заместник-завеждащ отдел „Пионери“ в ЦК на ДКМС. От 1959 до 1961 г. е секретар на ЦК на Комсомола.
Приет е за член на БКП (1953). През следващите години е секретар (1961 – 1971) и първи секретар (1971 – 1973) на Окръжния комитет на БКП във Велико Търново.
От 7 април 1973 до 19 декември 1988 година е министър на вътрешните работи в първото и второто правителство на Станко Тодоров, правителството на Гриша Филипов и правителството на Георги Атанасов. С назначаването на Стоянов, външен за системата на Министерството на вътрешните работи човек, ръководството на БКП се стреми да установи по-строг контрол над неговите структури, най-вече върху „Държавна сигурност“, в които през предходните години вижда опити за известни самостоятелни действия. За разлика от двамата си предшественици Димитър Стоянов демонстрира пълна лоялност към Тодор Живков и става най-дълго заемалия този пост вътрешен министър на България. През 1973 г. е произведен в чин генерал-майор.
През 1973 година издава нареждане за ликвидирането на политическия емигрант Борис Арсов. В началото на 1985 година е част от специална временна комисия от висши функционери, която координира т.нар. Възродителен процес.
От 1976 г. е член на Централния комитет на БКП, а от 13 декември 1988 г. до 16 ноември 1989 година е член на Политбюро на ЦК на БКП и секретар на ЦК на БКП. През ноември 1990 година е изключен от Българската социалистическа партия, наследила БКП.
Димитър Стоянов има военно звание генерал-полковник. Герой на НРБ (1989), награден е с Орден „Георги Димитров“ (3 пъти) и Орден „13 века България“. Умира в София на 7 декември 1999 г.

## Награди
- Герой на Народна република България“ (1989)
- – Орден Георги Димитров
- – Орден Георги Димитров
- – Орден Георги Димитров
- – Орден "13 века България-(1984)
- – Орден „Октомврийска революция“ (1988)
- Медал 30 г. Министерство на вътрешните работи
- Медал „30 години от Победата над фашистка Германия“ – (1975)[7].
- Медал „40 години от Победата над Хитлерофашизма“ – (1985)[8].
- Медал „1300 години България“ (1981)
- ‎Медал „40 години от Социалистическата революция в България“ – (1984)
- Медал „90 години от рождението на Георги Димитров“ – (1972)
- Медал „100 години от рождението на Георги Димитров“ – (1982)>
- ‎Медал „25 години Народна власт“ – (1969)
- Медал „50 години от юнското антифашистко въстание“ – (1973)
- ‎Медал „Отечествена война 1944 – 1945“ – (1947)
- ‎Медал „100 години Априлско въстание“ – (1976)
- Медал „100 години от освобождението на България от османско иго“-(1978)